# Vlag van Ans
De vlag van Ans is op onbekende datum bij raadsbesluit vastgesteld als de vlag van de Luikse gemeente Ans. De vlag kan als volgt worden beschreven:
Twee banen van gelijke hoogte van rood en geel; de banen zijn over een hoogte van 2/9 van de vlaghoogte driemaal kanteelvormig uitgesneden.
De vlag komt overeen met het vlagontwerp van de Raad van Heraldiek en Vexillologie (Frans: Conseil d’héraldique et de vexillologie).
De kleuren zijn ontleend aan die van het gemeentewapen. De kantelen herinnert aan het Fort Loncin. De drie kantelen herinneren aan de drie voormalige gemeenten die in 1976 werden opgenomen in de nieuwe gemeente Ans.